# Baden (Pensilvânia)
Baden é um distrito localizado no estado norte-americano da Pensilvânia, no Condado de Beaver.

## Demografia
Segundo o censo norte-americano de 2000, a sua população era de 4377 habitantes.
Em 2006, foi estimada uma população de 4116, um decréscimo de 261 (-6.0%).

## Geografia
De acordo com o United States Census Bureau tem uma área de
6,4 km², dos quais 5,9 km² cobertos por terra e 0,5 km² cobertos por água. Baden localiza-se a aproximadamente 226 m acima do nível do mar.

## Localidades na vizinhança
O diagrama seguinte representa as localidades num raio de 8 km ao redor de Baden.